# Свињокољ
Свињокољ, познат и под именима пастрмљење (архаично), свињокоља или забијачка (у Војводини), диснотор (у Војводини, мађ. disznótor)  или посијек (код Срба у Далмацији и Босни и Херцеговини) је српски народни обичај спремања свињског меса и месних прерађевна пред зиму у домаћој радиности, уз помоћ рођака и пријатеља, праћен свечаном гозбом свих учесника. Под различитим именима ова традиција постоји код свих народа бивше Југославије, као и широм света, са изузетком оних народа који не једу свињетину.
Традиционална јела од свињетине која се припремају на свињокољи у Србији и Војводини укључују чварке, крвавице, шваргле, кулене, кобасице, пршуте и сланину.

## Традиција у Европи
Свињокољ је традиција позната у бројним европским земљама и регионима: Јерменија (јерм. մորթելը, коз мортељ), у Албанији је само традиционална међу хришћанима, Аустрија, Бугарска (буг. колене на прасе), Северна Македонија (мкд. колење на прасе), Хрватска (хрв. kolinje), Чешка Република (чеш. zabijačka), Француска (фр. tue-cochon, тју кошон), Грузија (груз. ღორის დაკვლა, горис даквла), Грчка, Мађарска (мађ. disznótor, disznóvágás), Италија (итал. maialatura), Молдавија, Црна Гора (свињокољ), Пољска (пољ. świniobicie), Португал (порт. matança), Румунија (рум. tăiatul porcului, Ignat), Русија (рус. Убой свиней) Србија, Словачка (слч. zabíjačka), Словенија (словен. koline), Шпанија (шп. matanza), Украјина, Корзика и др.
Породични свињци су такође постојали у Сједињеним Државама на малим породичним фармама, али су постале ретке последњих деценија.

### У Србији
У Вуковом рјечнику из 1852. године, под речју клање (страна 272 или 308, зависно од издања)  се наводи да марву и живину кољу само мушкарци, а жене никако, осим у крајњој нужди. Обичај клања свиња пред зиму назива се зимина (страна 210) или, у јужним крајевима, посјек (страна 549).

## Галерија
- Свињокољ у Холандији
почетком 17. века
- Свињокољ у Шпанији
(Л’Акудија, 1970. г.)
- Прављење кобасица
у Мађарској.